# Hiza-Guruma

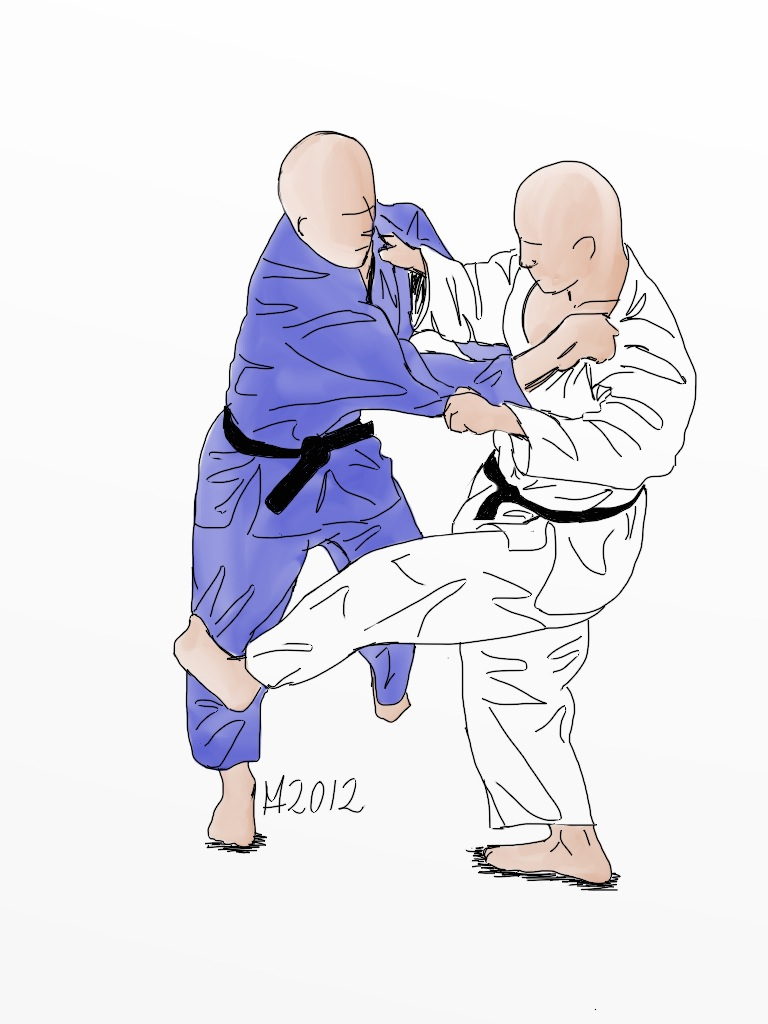
Exécution de Hiza-Guruma.

Hiza-Guruma (roue autour du genou, en japonais : 膝車) est une technique de projection du judo. Hiza-Guruma est le 2e mouvement du 1er groupe du gokyo.

## Terminologie
- Hiza : genou
- Guruma : roue